# Wengler
Wengler er en dansk slægt af tysk oprindelse, der kom til Danmark fra Schlesien i midten af 1800-tallet med de tre brødre, Robert Wengler (1825-1902), Julius Wengler (1837-1900) og Adolph Wengler (1840-1909), som alle beskæftigede sig i kurvemagerfaget og grundlagde forretninger i København. De udstillede ved flere lejligheder sammen, bl.a. ved den nordiske udstilling i 1888, hvorom Berlingske Tidende skev: Her findes i København tre Brødre Wengler, der Alle ere Kurvemagere [...] At disse Brødre ere dygtige Mænd i deres Fag, kan man bl. A. see deraf, at de alle tre har erholdt Udstillingens Broncemedaille. Siden fik familien stor succes, hvorfor navnet Wengler endnu i dag er et kendt navn inden for dansk møbeldesign 
Den ene bror, Robert Wengler, grundlagde i 1854 forretning på Amagertorv 7 og opførte siden fabrik på Blågårdsgade. Hans to sønner, Victor og Louis Wengler, overtog efter hans død firmaet og fortsatte arbejdet inden for rattanproduktion. Mange berømte arkitekter fik de følgende år deres møbler udført hos R. Wengler, og kong Christian 10. foretog en stor bestilling på rattanmøbler til indretningen af Klitgården, hvorfor firmaet blev udpeget som kongelig hofleverandør i 1914. Foruden sine sønner fik Robert Wengler og hans hustru, Frederikke f. Riise, en datter, som giftede sig med professor Ove Christensen. En anden datter giftede sig med fabrikant William Klenow og fik to døtre, som henholdsvis giftede sig med landsskabsarkitekt C. Th. Sørensen og komponist Knudåge Riisager.
Den anden bror, Julius Wengler, grundlage forretning på Vesterbrogade 26 i 1865 og optog siden sin søn i firmaet under navnet Jul. Wengler & Søn. Hans to døtre giftede sig henholdsvis med direktør Ferdinand Hansen og glarmester August Duvier. Den tredje bror, Adolph Wengler, blev svend i 1860 hos Robert Wengler, hvor han forblev ansat indtil 1875. Derpå grundlagde han egen forretning, først med adresse i Købmagergade og dernæst i Blågårdsgade nær R. Wenglers fabrik. 